# Kathleen Lynn

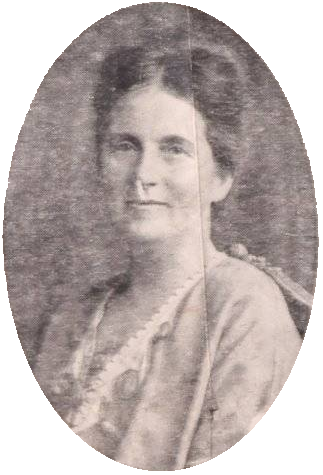
Kathleen Lynn

Kathleen Florence Lynn (* 28. Januar 1874 in Killala, County Mayo, Irland; † 14. September 1955) war eine irische Ärztin und Politikerin der Sinn Féin und von 1923 bis 1927 Abgeordnete (Teachta Dála) des Dáil Éireann.

## Biografie

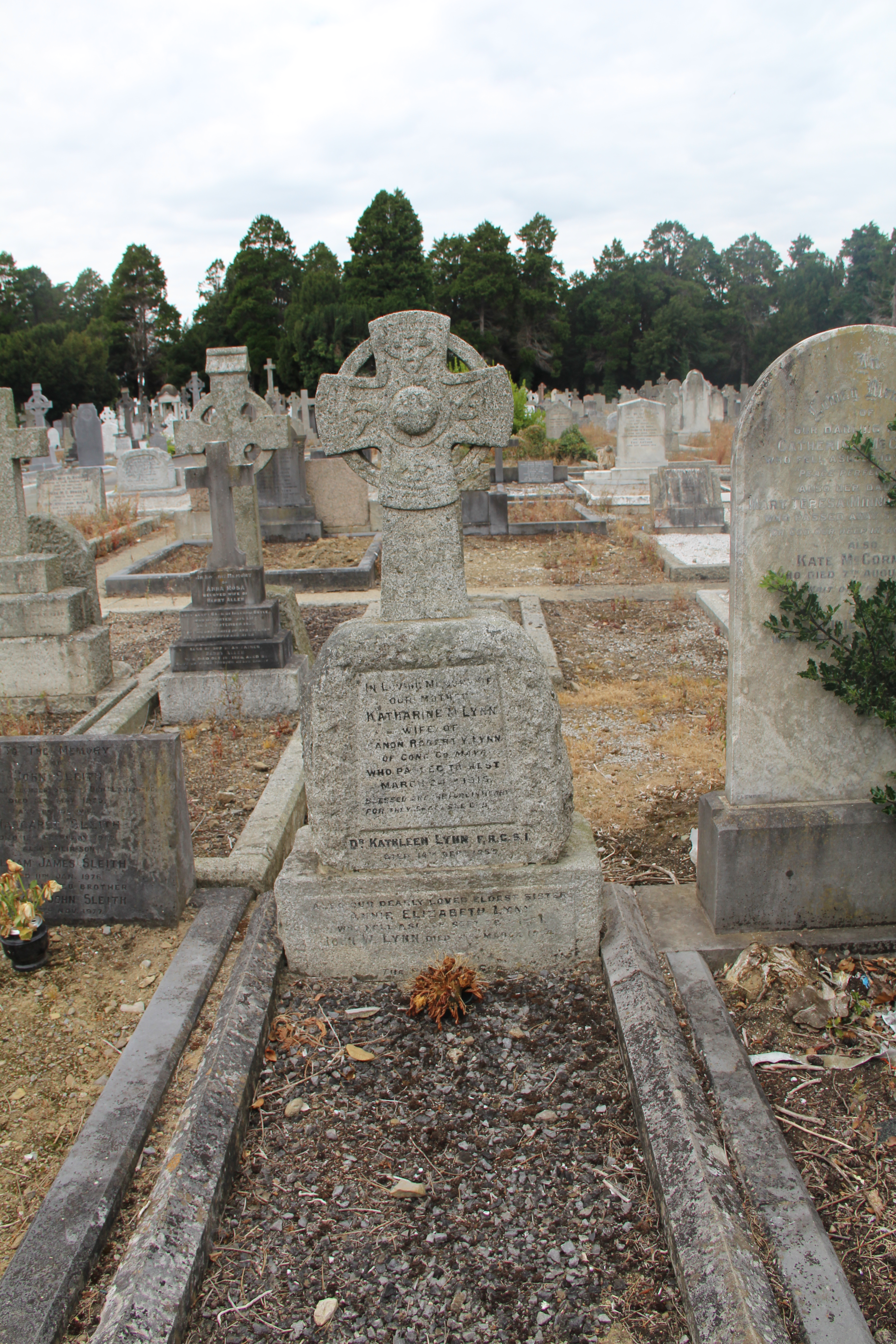
Grabstätte auf dem Deansgrange Cemetery

Lynn wurde in eine anglikanische Familie geboren.
Sie wurde auf eine Schule in Dublin geschickt. Aufgrund der Nachwirkungen der großen Hungersnot in Irland entschied sie sich, Ärztin zu werden.
Ihre Ausbildung erhielt sie ab 1893 an der Royal University of Ireland und ab 1897 an der Katholischen Universität von Irland. Sie war die erste weibliche Absolventin in Medizin am University College Dublin.
Sie engagierte sich in der Suffragettenbewegung und unterstützte die medizinische Versorgung beim Dublin Lockout 1913. Lynn lernte Madeleine ffrench-Mullen kennen. 1915 zogen beide in Rathmines zusammen.
Sie trat der Irish Citizen Army bei und wurde beim Osteraufstand zum Chief Medical Officer. Sie wurde gemeinsam mit Constance Markiewicz, ffrench-Mullen und Helena Molony im Kilmainham Gaol inhaftiert. Sie blieb aktiv in der Bewegung der Sinn Féin und wurde 1917 zur Vizepräsidentin gewählt und 1923 darin bestätigt.
Während des Unabhängigkeitskriegs 1919 unterstützte sie Michael Collins und half ihm bei der Flucht.
Den Friedensvertrag zwischen Irland und Großbritannien lehnte sie ab und wurde 1923 als Teachta Dála für den Wahlkreis Dublin County in den Dáil Éireann gewählt. Auf Grund der Politik der Sinn Féin, die Abgeordnetensitze nicht einzunehmen, blieb sie dem Parlament fern. 1927 wurde sie nicht wiedergewählt. Auch weil sie über die Sozialpolitik der Sinn Féin frustriert war, zog sie sich aus der Politik zurück.
Lynn arbeitete im Saint Ultan’s Children’s Hospital.
Zu ihrem Tod 1955 wurde ein Militärbegräbnis arrangiert.